# Sender Brezje
Der Sender Brezje ist eine Sendeanlage für Hörfunk in der slowenischen Stadt Maribor. Als Antennenträger kommt ein freistehender Gittermast zum Einsatz.

## Frequenzen und Programme

### Analoger Hörfunk (UKW)
| Frequenz (MHz) | Programm   | RDS PS   | RDS PI | Regionalisierung | ERP (kW) | Antennendiagramm rund (ND)/gerichtet (D) | Polarisation horizontal (H)/vertikal (V) |
| -------------- | ---------- | -------- | ------ | ---------------- | -------- | ---------------------------------------- | ---------------------------------------- |
| 90,8           | Rock Radio | __ROCK__ | 9316   | Slovenija        | 0,4      | D (100–240°)                             | V                                        |